# Mike Clink
Mike Clink (* 1963) ist ein US-amerikanischer Musikproduzent. Bekannt wurde er unter anderem durch seine Produktionen für Guns n’ Roses.

## Werdegang
Clink begann seine Karriere als Toningenieur in den Record Plant Studios. Bands wie Metallica, Whitesnake, Triumph, Guns n’ Roses, Mötley Crüe, Megadeth, UFO (etwa mit Strangers in the Night), Jefferson Starship, The Babys, Heart, Eddie Money und viele andere gehörten zu seinen Schützlingen.
1986 begann er, auch als Produzent tätig zu sein. Nach einigen weniger erfolgreichen Anläufen, bat eine junge Band namens Guns N’ Roses Clink, ihr Debütalbum Appetite for Destruction. zu produzieren. "We could have made it all smooth and polished with (original producer) Spencer Proffer," sagte Axl Rose, "[but] it was too fucking radio (i.e., radio-friendly). That's why we went with Mike Clink." Clinks Zusammenarbeit mit Guns N’ Roses dauerte fünf Alben an und führte zu mehr als 90 Millionen verkauften Platten.
1988 begann Clink, an Metallicas ...And Justice for All zu arbeiten, wurde jedoch von Flemming Rasmussen ersetzt, der die vorigen Alben der Band produziert hatte. Clink war aber im folgenden Jahr als Koproduzent bei Rust in Peace von Megadeth tätig.
In der Folge war er aber auch in anderen Musikgenres wie etwa Pop-Punk tätig oder für die Abmischung des Sounds beim Super Bowl XXXV.
Auch beschäftigt er sich mit darüber hinausgehenden Themen wie digitalen Rechten, Urheberrechtsschutz oder neuen Medien.